# Hermann Paldamus
Hermann Paldamus (* 20. Juli 1805 in Bernburg (Saale); † 16. Oktober 1854 in Greifswald) war ein deutscher Altphilologe und Gymnasiallehrer.

## Leben
Hermann Paldamus war der Sohn eines wohlhabenden Bernburger Arztes, der früh starb. Von 1822 bis 1825 studierte er an der Universität Halle bei Karl Christian Reisig Klassische Philologie und wurde mit einer Dissertation über Properz zum Doktor der Philosophie promoviert. Er ging nach Berlin an das Pädagogische Seminar für gelehrte Schulen und unterrichtete von 1826 bis 1828 am dortigen Friedrich-Wilhelms-Gymnasium und bis 1830 am Gymnasium zum Grauen Kloster. Ostern 1830 trat Paldamus das Prorektorat am Greifswalder Gymnasium an. 1835 wurde er zum Professor ernannt und trat das Konrektorat an.
Von 1832 bis 1842 hielt Hermann Paldamus als Privatdozent auch Vorlesungen an der Universität Greifswald.

## Schriften (Auswahl)
- De pervigilio Veneris. Greifswald 1830
- Römische Erotik. 1833
- Ueber Ursprung und Begriff der Satire nebst Probe Horazischer Schotten. 1834
- De repetitione vocum in sermone graeco et latino. 1836
- Narratio de Carolo Reisigio Thuringo. Accedunt carmina eius latina. Greifswald 1839 (Digitalisat)
- De Cornelio Celso. 1842
- Horatiana. 1847
- De imitatione Horatii. 1851